# Anti Fitness Club (Anti Fitness Club album)
Az Anti Fitness Club az Anti Fitness Club nevű magyar együttes első stúdióalbuma.

## Az album dalai
1. Még vár ránk ez a Föld
2. Többet érsz
3. Játszol velem
4. Miért hazudom...
5. Bárhogy szeretnéd
6. Árnyékban a fény
7. Bosszúból?!
8. Ez van
9. Rólad álmodom
10. Rossz útra tévedtem